# RX J1416.5+2315
RX J1416.5+2315 è un gruppo fossile di galassie. Si trova approssimativamente alla distanza di 1,5 miliardi di anni luce (460 Megaparsec) dal Sistema solare, situato nella costellazione di Boote.
RX J1416.4+2315 è stato oggetto di osservazioni da parte del telescopio Chandra nel corso del settembre 2001 e con XMM-Newton nel luglio 2003. 
La luminosità del gruppo è 500 trilioni di volte quella del Sole.
In quanto gruppo fossile di galassie, è costituito da un'unica galassia ellittica gigante che occupa il centro del gruppo, circondato da un alone di gas caldo ad una temperature fino a 50 milioni di gradi che si estende per circa 3,5 milioni di anni luce.
La massa complessiva di RX J1416.4+2315 è di oltre 300 trilioni di masse solari, ma le stelle costituiscono solo il 2 per cento, mentre il gas caldo concorre per il 15 per cento; il resto è costituito da materia oscura che mantiene il tutto legato gravitazionalmente.